# Diego Guillén Ferrant
Diego Guillén Ferrant (nacido probablemente en Clermont-Ferrand alrededor de 1500 - Alcántara, 1558) fue un escultor francés del siglo XVI, asentado en España que participó en la realización del edificio del Ayuntamiento de Sevilla.

## Vida y obra

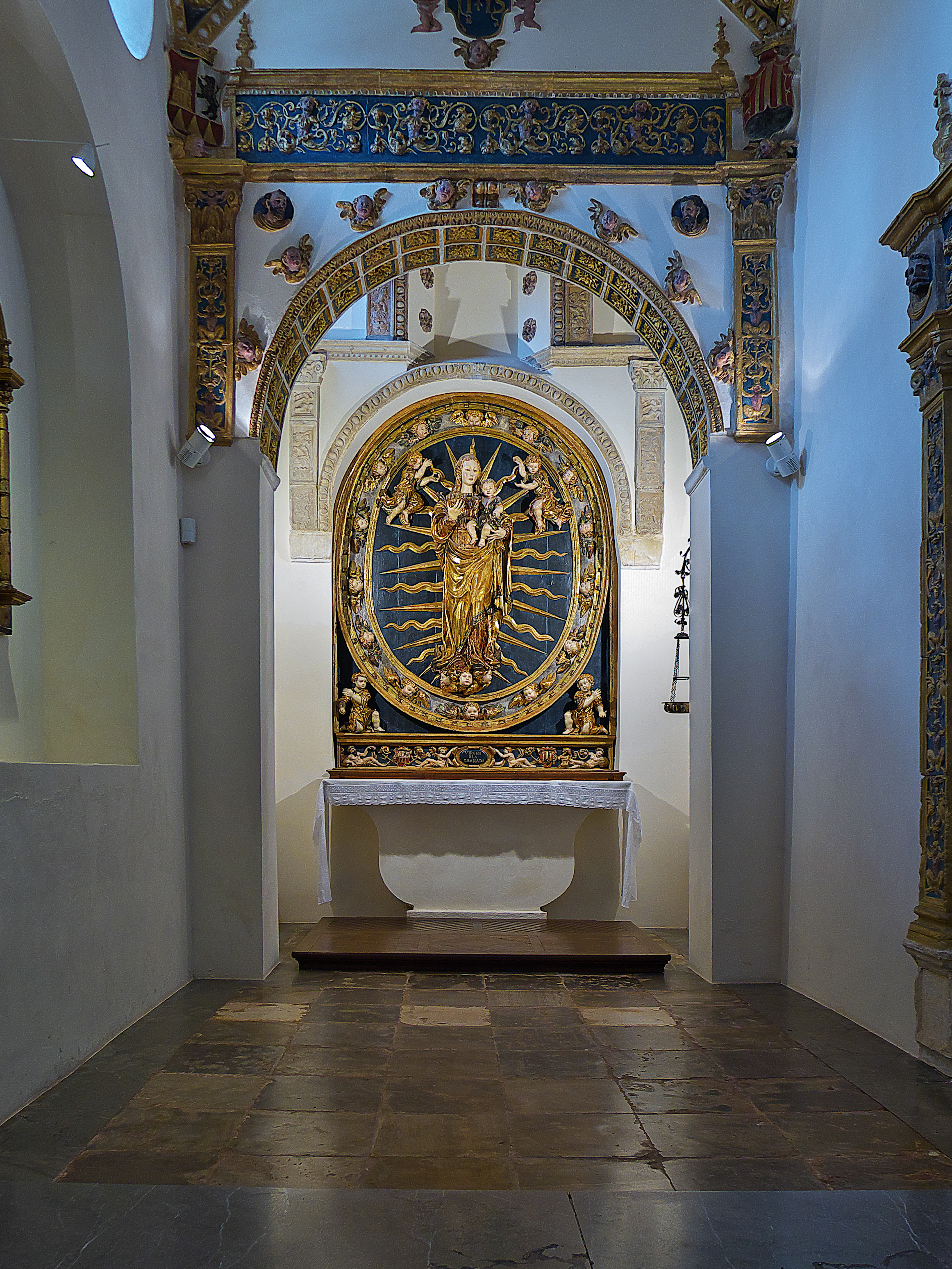
Virgen de la Granada (1544-1555). Colegiata de Osuna

Nacido probablemente en la ciudad francesa de Clermont-Ferrand alrededor de 1500. Se conoce que en 1533 se trasladó desde Plasencia, donde era maestro imaginero, a la ciudad de Sevilla, para colaborar con Diego de Riaño en la ornamentación de la Casa consistorial de Sevilla, donde se sabe que trabajó entre 1533 y 1540 interviniendo en el labrado de las bóvedas del apeadero, los alfeizares de las ventas y del friso y cornisa de la fachada. Permaneció en esta ciudad hasta 1546, trabajando también en la sacristía de la catedral. En 1547 regresa a Extremadura para contratar junto a Roque Balduque la construcción del retablo mayor de la iglesia de Santa María la Mayor de Cáceres, a Guillén le correspondió la arquitectura y diseño del retablo, mientras que Balduque realizó las imágenes, aunque el primero también pudo colaborar en la realización de algunas figuras. Según las estipulaciones contractuales el retablo debía ser construido en madera de borne de Flandes y de cedro únicamente para los balaustres, las esculturas y los relieves, la obra se terminó en 1551. Guillén se convirtió con esta obra en el introductor del retablo plateresco en Extremadura. Posteriormente se conoce que en 1556 hizo la tasación de la parte escultórica del retablo de Arroyo de la Luz, falleciendo en 1558 en Alcántara.